# (5471) Tunguska
(5471) Tunguska es un asteroide perteneciente al cinturón de asteroides descubierto el 13 de agosto de 1988 por Eric Walter Elst desde el Observatorio de la Alta Provenza, Saint-Michel-l'Observatoire, Francia.

## Designación y nombre
Designado provisionalmente como 1988 PK1. Fue nombrado Tunguska en homenaje al sitio, en Siberia, donde se produjo un presunto impacto de un planeta menor de 60 metros, en el 85 aniversario de la gran explosión que ocurrió allí el 30 de junio de 1908.

## Características orbitales
Tunguska está situado a una distancia media del Sol de 2,996 ua, pudiendo alejarse hasta 3,216 ua y acercarse hasta 2,777 ua. Su excentricidad es 0,073 y la inclinación orbital 9,322 grados. Emplea 1894,80 días en completar una órbita alrededor del Sol.

## Características físicas
La magnitud absoluta de Tunguska es 11,5. Tiene 15,954 km de diámetro y su albedo se estima en 0,191. 